# ذا جتسونز: كاغسويلز كايبر!
ذا جتسونز: كاغسويلز كايبر! (بالإنجليزية: The Jetsons: Cogswell's Caper!)‏ ، هي لعبة فيديو إلكترونية من نوع مغامرات وأكشن ، أنتجها شركة ناتسومي اليابانية ونشرها شركة تايتو اليابانية سنة 1992 و1993م.